# Альхесирас
Альхеси́рас (исп. Algeciras от ар. аль-Джази́ра; араб. الجزيرة الخضراء‎) — город и муниципалитет в Испании, входит в провинцию Кадис, в составе автономного сообщества Андалусия.
Муниципалитет находится в составе района (комарки) Кампо-де-Гибралтар. Занимает площадь 86 км². Население — 116 417 человек (на 2010 год). Расстояние — 120 км до административного центра провинции.

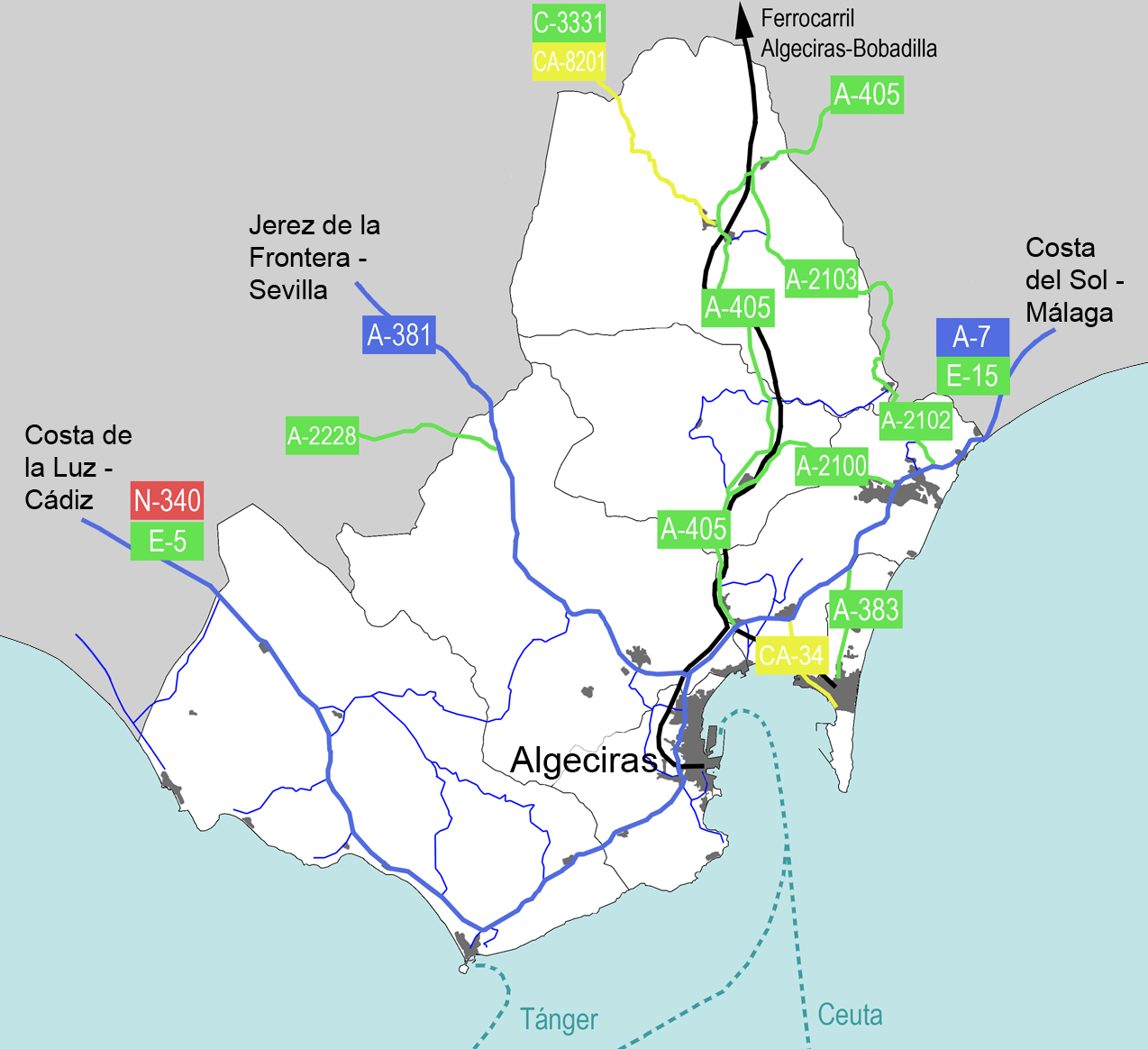
Дороги близ Альхесираса и Гибралтара

## Транспорт

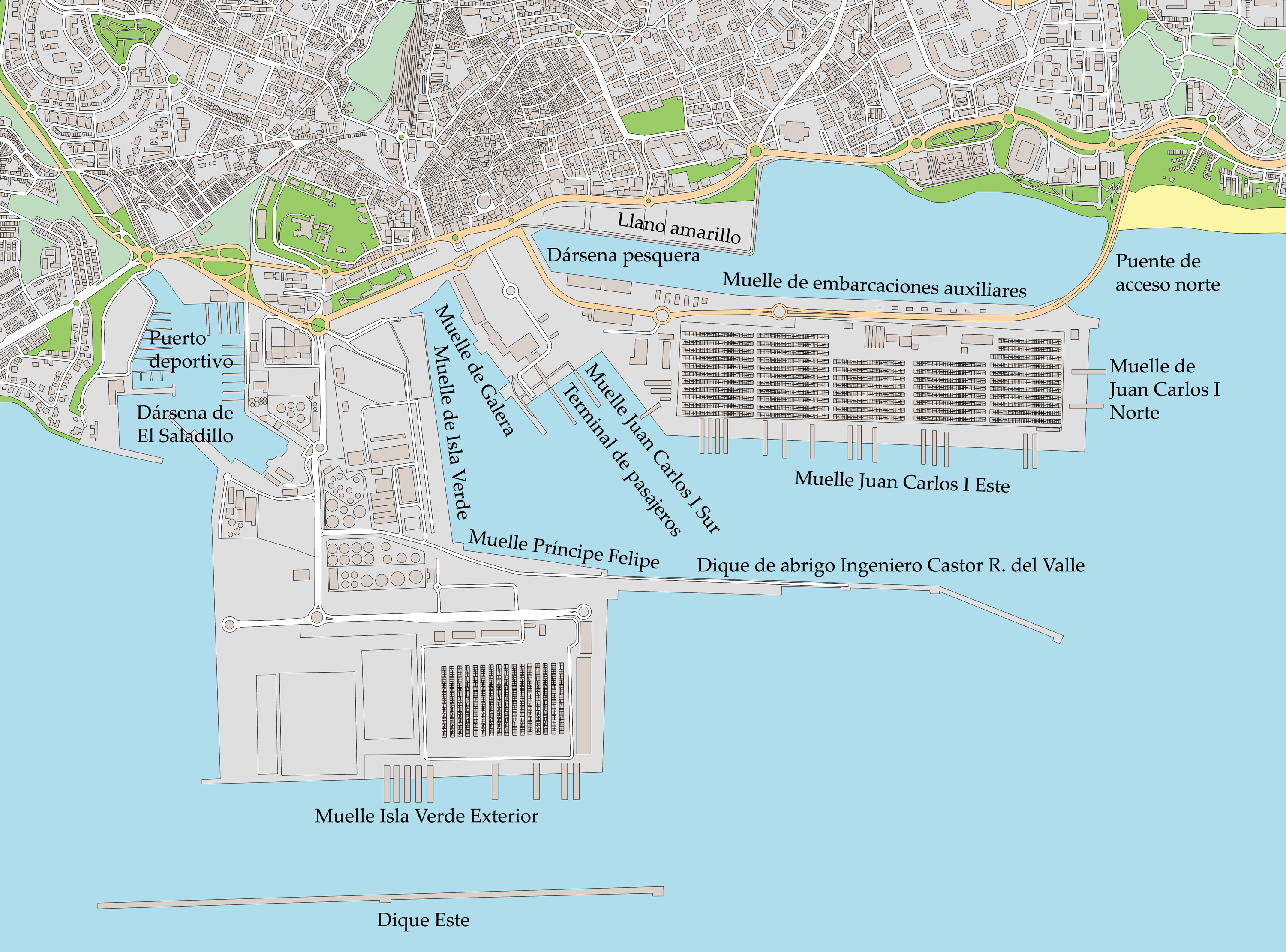
Акватория порта Альхесирас.

Альхесирас — крупнейший порт на юге Испании. Находится на западном побережье Гибралтарского залива. Порт связан с железнодорожной сетью страны. Входит в десятку «мировых портов» Евросоюза с грузооборотом более 50 млн т/год. В структуре грузооборота преобладают контейнерные грузоперевозки. При пропускной способности свыше 5 млн контейнеров в год занимает первое место в Средиземноморье по объёму контейнерных перевозок.
Порт Альхесирас укрепил свои позиции в 2024 году, заняв пятое место в Европе по контейнерным перевозкам с показателем 4,706 млн TEU (рост 0,6% по сравнению с 2023 годом), опередив греческий порт Пирей. Это достижение особенно значимо на фоне геополитической напряженности, включая кризис в Красном море и забастовку на заводе Acerinox. Альхесирас уступает только портам Роттердама (13,8 млн TEU, +2,8%), Антверпена (13,5 млн TEU, +8,1%), Гамбурга (7,8 млн TEU, +0,9%) и Валенсии (5,4 млн TEU, +14,2%), при этом успешно конкурируя с марокканским портом Танжер-Мед.

## История
Первоначально, в 711 году был основан арабами как аль-Джазира аль-Хадра (в переводе — зелёный остров и в дальнейшем трансформировалось в современное название).
Уже в 1058 году город вошёл в состав эмирата Севилья. На протяжении XIII—XIV веков Альхесирас переходил от мусульман к христианам и обратно, а в 1379 году был полностью разрушен.
По приказу испанского короля Карла III, в 1760 году город был отстроен заново.
С 16 января по 7 апреля 1906 года состоялась Альхесирасская конференция.

## Население
| Год  | Численность | Численность   |
| ---- | ----------- | ------------- |
| 2001 | 105 066     | [ 5 ]         |
| 2002 | 106 710     | [ 6 ]         |
| 2003 | 108 779     | [ 7 ]         |
| 2004 | 109 665     | [ 8 ]         |
| 2005 | 111 283     | [ 9 ]         |
| 2006 | 112 937     | [ 10 ]        |
| 2007 | 114 012     | [ 11 ]        |
| 2008 | 115 333     | [ 12 ]        |
| 2009 | 116 209     | [ 13 ]        |
| 2010 | 116 417     | [ 14 ]        |
| 2011 | 117 810     | [ 15 ]        |
| 2012 | 116 917     | [ 16 ]        |
| 2013 | 114 277     | [ 17 ]        |
| 2014 | 117 974     | [ 18 ]        |
| 2015 | 118 920     | [ 19 ]        |
| 2016 | 120 601     | [ 20 ]        |
| 2017 | 121 133     | [ 21 ]        |
| 2018 | 121 414     | [ 22 ] [ 23 ] |
| 2019 | 121 957     | [ 24 ]        |
| 2020 | 123 078     | [ 25 ]        |
| 2021 | 122 982     | [ 26 ]        |
| 2022 | 122 368     | [ 27 ]        |
| 2023 | 123 639     | [ 28 ]        |
| 2024 | 124 978     | [ 1 ]         |